# Ludwig Schenk von Neindorf

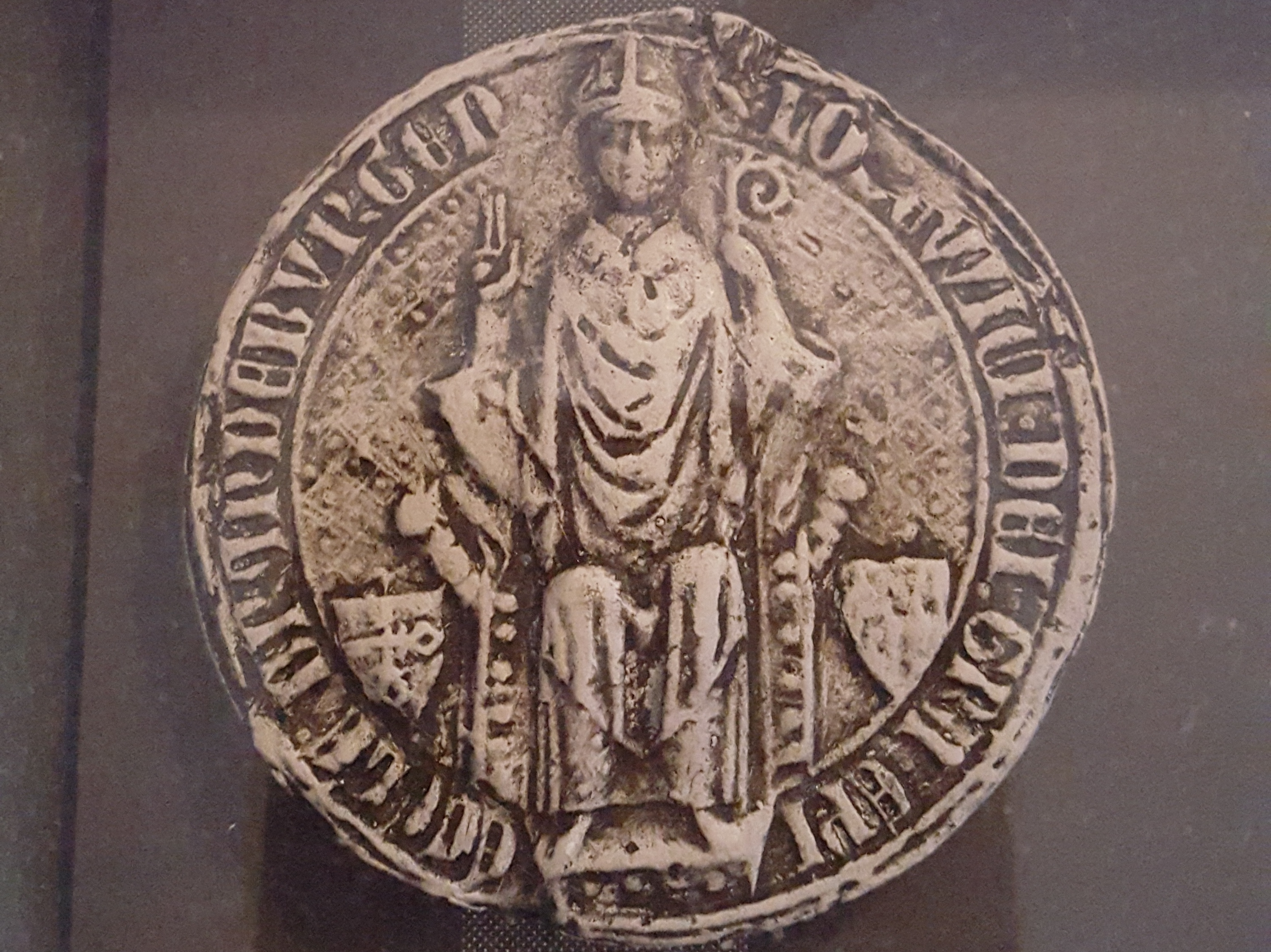
Bischöfliches Siegel Ludwig Schenk von Neindorf, Museum für brandenburgische Kirchen- und Kulturgeschichte des Mittelalters in Ziesar

Ludwig Schenk von Neindorf (pincerna de Neindorp beziehungsweise Nendorp) († 29. Juli 1347) war von 1327 bis 1347 als Ludwig Bischof des Bistums Brandenburg und als dieser Fürstbischof des Hochstifts Brandenburg. Er gehörte dem Prämonstratenserorden an. 

## Leben und Wirken
Ludwig wurde als Sohn Johann Schenk von Neindorf und dessen Ehefrau Jutta geboren. Nachgewiesene Brüder sind Johannes und Jordan, der 1331 als miles, als Ritter, bezeichnet wurde und 1341 Domherr in Naumburg war.
Seine wahrscheinlich erste urkundliche Erwähnung fand Ludwig von Neindorf als „Ludo vicus miles de Nendorp“ am 18. August 1311 als Zeuge in einer magdeburgischen Urkunde des Erzbischofs Burkhard III. Am 4. September 1311 wurde er als Domherr und am 27. Juni 1316 als Scholastikus von Merseburg beschrieben. Am 8. März 1318 wurde Ludwig als Domherr von Halberstadt und am 2. Mai 1322 Domkämmerer von Merseburg in Urkunden genannt. Auch Kanoniker zu Naumburg sei er gewesen.
Nachdem der Halberstädter Bischof Albrecht I. von Anhalt am 17. September 1324 verstorben war, wählte das Domkapitel Ludwig von Neindorf zum neuen Bischof. Er konnte das Amt jedoch nicht antreten, da sein Gegenkandidat Albrecht II. von Braunschweig-Lüneburg es an sich nahm. Papst Johannes XXII. ernannte daraufhin am 14. November 1324 den Stiftsherrn von St. Gereon in Köln Giselbert von Holstein zum Bischof von Halberstadt.
Zweieinhalb Jahre später, am 4. Mai 1327, wurde der sich zu diesem Zeitpunkt in Avignon aufhaltende Ludwig von Neindorf vom Papst zum Bischof von Brandenburg ernannt. Der Bischofsstuhl war insoweit vakant, als dass nach dem Tod Johannes I. 1324 das Domkapitel zwar Heinrich von Barby zum Bischof gewählt hatte, diese Wahl jedoch nie vom Papst bestätigt worden war. Bis zur Übergabe des Bistums durch Heinrich an Ludwig war letzterer eine gewisse Zeit als Generalvikar des Bischofs Giselbert von Holstein tätig. Erst am 1. Januar 1329 trat Bischof Ludwig in Beziehungen zum Brandenburger Domkapitel.
Schon von 1327 bis 1358, in die Regierungszeit seines Nachfolgers hinein, dauerte das Interdikt Papstes Johann XXII. gegen den Kaiser Ludwig IV. Bischof Ludwig soll bereits frühzeitig zum kaiserlichen Lager gewechselt sein.
Der brandenburgische Bischof Ludwig machte in seiner Amtszeit die Burg Ziesar zur festen Residenz und zum Verwaltungssitz. In seiner Amtszeit waren spätestens ab 1331 Nonnen der Zisterzienser in der Stadt nachweislich. Weiterhin wurde dem Augustinerorden der Betrieb einer Terminei gestattet. 1341 stiftete der Bischof den Zisterzienserinnen das Kloster Ziesar, ein Marienkloster. Weiterhin fallen in die Zeit die Ermordung des Propstes von Bernau und Inquisition gegen Ketzer in der ostbrandenburgischen Stadt Angermünde.
Bischof Ludwig starb am 29. Juli 1347.